# Javier Cortina
Javier Cortina Lacerra (ur. 12 kwietnia 1987) – kubański zapaśnik w stylu wolnym.

## Kariera sportowa
Dwukrotny olimpijczyk. Dziesiąty w Rio de Janeiro 2016 w kategorii 97 kg i trzynasty w Londynie 2012 w wadze 96 kg.
Brązowy medalista mistrzostw świata w 2014. Siódmy na igrzyskach panamerykańskich w 2015. Trzy medale na mistrzostwach panamerykańskich, złoto w 2013 i 2014. Triumfator igrzysk Ameryki Środkowej i Karaibów w 2014. Siódmy w Pucharze Świata w 2015 roku.